# Freelancers
Freelancers (Brasil: Assassinos de Aluguel / Portugal: Freelancers) é um filme de drama produzido nos Estados Unidos, dirigido por Jessy Terrero e lançado em 2012.